# Gonocephalus inauris
Gonocephalus inauris — вид ящірок родини агамових (Agamidae). Описаний у 2023 році.

## Поширення
Ендемік острова Суматра (Індонезія). Поширений у горах Барісан у провінції Бенгкулу.